# Jugoslaviens antifascistiska kvinnofront
Antifascistiska kvinnofronten (Antifašistička fronta žena, akronym AFŽ) var en kvinnoförening i Jugoslavien aktiv mellan 1942 och 1953. Den uppkom genom föreningen av flera mindre kvinnogrupper på landets första kommunistiska kvinnokongress 1942. Den spelade en viktig roll i att organisera kvinnorna i det kommunistiska Jugoslavien efter andra världskrigets slut. Den var indelad i flera lokalföreningar för varje del av Jugoslavien. AFŽ genomdrev bland annat avskaffandet av slöjan i de muslimska områdena av Jugoslavien.